# Huit Chansons françaises
Les Huit Chansons françaises, FP 130, sont un recueil de huit pièces pour chœur mixte et chœur d'hommes a cappella, composées par Francis Poulenc en 1945-1946, sur des textes populaires français.

## Génèse
Il s'agit de la dernière œuvre profane pour chœur de Francis Poulenc, qui utilise des matériaux populaires comme sa toute première œuvre pour chœur, la Chanson à boire composée en 1922.
Poulenc compose les huit pièces à Larche et dans sa maison de Noizay entre août 1945 et avril 1946.
L'œuvre est dédiée à "[s]on très cher ami Henri Crespel".

## Composition
Les huit chansons sont les suivantes :
1. Margoton va t’a l’iau, pour chœur mixte
2. La belle se sied au pied de la tour, pour chœur mixte
3. Pilons l'orge, pour chœur mixte
4. Clic, clac, dansez sabots, pour chœur d'hommes
5. C’est la petit’ fill’ du prince, pour chœur mixte
6. La belle si nous étions, pour chœur d'hommes
7. Ah ! mon beau laboureur, pour chœur mixte
8. Les tisserands, pour chœur mixte

## Texte
Merci de procéder au transfert en conservant l'historique. 

### 1. Margoton va t’a l’iau
Margoton va t’a l’iau avecque son cruchon.

La fontaine était creuse, elle est tombée au fond :

Aïe, aïe, aïe, aïe se dit Margoton.

Par là passèrent trois jeunes et beaux garçons...

Que don’rez-vous la belle qu’on vous tir’ du fond...

Tirez d’abord, dit-elle, après ça nous verrons...

Quand la bell’ fut tirée commence une chanson...

Ce n’est pas ça la bell’ que nous vous demandons...

C’est votre petit cœur savoir si nous l’aurons...

Mon petit cœur, messir’s, n’est point pour greluchons.

### 2. La belle se sied au pied de la tour
La belle se sied au pied de la tour,

Qui pleure et soupire et mène grand dolour.

Son père lui demande : fille, qu’avez-vous ?

Volez-vous mari ou volez-vous seignour ?

Je ne veuille mari, je ne veuille seignour,

Je veuille le mien ami qui pourrit en la tour.

Par Dieu, ma belle-fille, alors ne l’aurez vous,

Car il sera pendu demain au point du jour.

Père, si on le pend, enfouyés-moi dessous ;

Ainsi diront les gens, ce sont loyales amours

### 3. Pilons l'orge
Pilons l’orge, pilons l’orge, pilons l’orge, pilons-la.

Mon père m’y maria, pilons l’orge, pilons-la,

À un vilain m’y donna, tirez-vous ci, tirez-vous la.

À un vilain m’y donna, pilons l’orge, pilons-la,

Qui de rien ne me donna, tirez-vous ci, tirez-vous ça.

Qui de rien ne me donna, pilons l’orge, pilons-la,

Mais s’il continue cela, tirez-vous ci, tirez-vous la,

Mais s’il continue cela, pilons l’orge, pilons-la,

Battu vraiment il sera, tirez-vous ci, tirez-vous la.

### 4. Clic, clac, dansez sabots
Clic, clac, dansez sabots, et que crèvent les bombardes,

Clic, clac, dansez sabots, et qu’éclatent les pipeaux.

Mais comment mener la danse quand les belles n’y sont pas ?

Allons donc quérir les filles, ben sûr qu’il n’en manqu’ra pas ?

Ben bonjour messieux et dames, donn’rez vous la bell’ que v’la ?

Le Père :

Les filles c’est fait pour l’ménage et pour garder la maison,

Ouais mais pour fair’ mariage vous faudra ben des garçons.

Vous n’en avez point fait d’autre, vous patronne et vous patron.

Le Père :

Allez donc ensemble au diable, ça s’ra ben un débarras.

Ah ! patron et vous patronne, qu’on s’embrasse pour de bon.

Le Père :

Clic, clac, dansez sabots, et que crèvent les bombardes,

Clic, clac, dansez sabots, et qu’éclatent les pipeaux.

### 5. C’est la petit’ fill’ du prince
C’est la petit’ fill’ du prince qui voulait se marier.

Sus l’bord de Loire mariez-vous, la belle,

Sus l’bord de l’eau, sus l’bord de Loire joli matelot.

Elle voit venir un’ barque et quarant’ galants dedans.

Le plus jeune des quarante lui commence une chanson.

Votre chanson que vous dites je voudrais bien la savoir.

Si vous venez dans ma barque, belle, je vous l’apprendrai.

La belle a fait ses cent toures en écoutant la chanson.

Tout au bout de ses cent toures la bell’ se mit à pleurer.

Pourquoi tant pleurer, ma mie, quand je chante une chanson ?

C’est mon cœur qu’est plein de larmes parc’que vous l’avez gagné.

Ne pleur’ plus ton cœur, la belle, car je te le renderai.

N’est pas si facile à rendre comme de l’argent prêté.

### 6. La belle si nous étions
La bell’ si nous étions dedans stu hautbois

On s’y mangerions fort bien des noix.

On s’y mangerions à notre loisi, nique nac no muse,

Belle, vous m’avez t’emberlifi,

T’emberlificoté par votre biauté.

La belle si nous étions dedans stu vivier

On s’y mettrions des p’tits canards nager.

On s’y mettrions à notre loisi, nique nac no muse.

La bell’ si nous étions dedans stu fourneau

On s’y mangerions des p’tits pâtés tout chauds.

On s’y mangerions à notre loisi, nique nac no muse.

La bell’ si nous étions dedans stu jardin

On s’y chanterions soir et matin,

On s’y chanterions à notre loisi, nique nac no muse.

### 7. Ah! mon beau laboureur
Ah ! mon beau laboureur,

Ah ! mon beau laboureur.

Beau laboureur de vigne ô lire lire,

Beau laboureur de vigne ô lire ô la.

N’avez pas vu passer Marguerite ma mie ?

Je don’rais cent écus qui dire où est ma mie,

Monsieur comptez-les là, entrez dans notre vigne.

Dessous un prunier blanc la belle est endormie.

Je la poussay trois fois sans qu’elle osat mot dire.

La quatrième fois son petit coeur soupire.

Pour qui soupirez-vous, Marguerite ma mie ?

Je soupire pour vous et ne puis m’en dédire.

Les voisins nous ont vus et ils iront tout dire,

Laissons les gens parler et n’en faisons que rire.

Quand ils auront tout dit, n’auront plus rien à dire.

### 8. Les tisserands
Les tisserands sont pir’ que les évêques,

Tous les lundis ils s’en font une fête

Et tipe et tape et tipe et tape,

Est-il trop gros, est-il trop fin,

Et couchés tard, levés matin,

En roulant la navette le beau temps viendra.

Tous les lundis ils s’en font une fête

Et le mardi ils ont mal à la tête.

Et le mardi ils ont mal à la tête,

Le mercredi ils vont changer leur pièce,

Le mercredi ils vont changer leur pièce,

Et le jeudi ils vont voir leur maîtresse.

Et le jeudi ils vont voir leur maîtresse,

Le vendredi ils travaillent sans cesse.

Le vendredi ils travaillent sans cesse,

Le samedi la pièce n’est pas faite.

Le samedi la pièce n’est point faite,

Et le dimanche il faut de l’argent, maître.

## Discographie sélective
- 1994, Poulenc, Ravel: Chœurs profanes, Accentus, Laurence Equilbey (dir.), Naïve
- 2000, Poulenc: Musique chorale séculière, Nederlands Kamerkoor, Eric Ericson (dir.), Globe
- 2005, Francis Poulenc: Figure Humaine, Quatre petites prières de Saint François d'Assise, RIAS Kammerchor, Daniel Reuss (dir.), Harmonia Mundi